# Thioguanine
Tioguanine, hay còn được gọi là thioguanine hoặc 6-thioguanine (6-TG) là một loại thuốc dùng để điều trị ung thư bạch cầu myeloid cấp tính (AML), ung thư bạch cầu lymphocytic cấp tính (ALL) và ung thư bạch cầu myeloid mãn tính (CML). Sử dụng thuốc trong một thời gian dài được khuyến cáo là không nên. Thuốc được đưa vào cơ thể qua đường miệng.
Các tác dụng phụ thường gặp có thể kể đến như ức chế tủy xương, một số các vấn đề về gan và viêm miệng. Các chuyên gia khuyến cáo rằng các enzyme gan nên được kiểm tra hàng tuần khi dùng thuốc. Những người bị thiếu hụt thiopurine S-methyltransferase do di truyền có nguy cơ bị các tác dụng phụ cao hơn. Tránh mang thai trong thời gian dùng thuốc được khuyến cáo cho cả nam và nữ. Tioguanine thuộc họ thuốc phản chuyển hóa. Đây là một chất tương tự purine-guanine và hoạt động bằng cách phá vỡ DNA và RNA.
Tioguanine được phát triển từ năm 1949 đến 1951. Nó nằm trong danh sách các thuốc thiết yếu của Tổ chức Y tế Thế giới, tức là nhóm các loại thuốc hiệu quả và an toàn nhất cần thiết trong một hệ thống y tế. Giá bán buôn ở các nước đang phát triển là khoảng 7,07 USD mỗi viên 40 mg vào năm 2014. Tại Vương quốc Anh lượng thuốc này ở NHS có chi phí vào khoảng 4,14 £.